# John Medina
John Medina (Zulia, 9 settembre 1968) è un ex calciatore venezuelano, di ruolo attaccante.